# North Brother Island

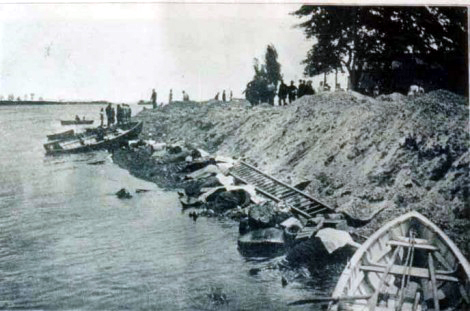
Lichamen van de General Slocum ramp spoelen aan op North Brother Island

North Brother Island is een eiland in de East River gesitueerd tussen the Bronx en Riker's Island. Zijn tegenhanger South Brother Island ligt ca. 250 meter naar het zuiden. Tot 1885 was het eiland onbewoond, toen werd het Riverside Hospital naar dit eiland verplaatst dat oorspronkelijk op Roosevelt Island gevestigd was. Deze instelling werd gesticht in de jaren 1850’ als het Pokkenhospitaal om de zieken te genezen en te isoleren. Haar opdracht werd uitgebreid tot andere quarantainebare ziekten. Mary Mallon werd twee decennia lang op dit eiland ondergebracht tot ze in 1938 het leven liet. Kort nadien sloot het hospitaal.
Na de Tweede Wereldoorlog bood het eiland onderdak aan oorlogsveteranen, en hun families, die studeerden aan de colleges in de buurt. Eens het huisvestingstekort opgelost was werd het eiland terug verlaten. In de jaren 1950’ opende er een centrum dat adolescente drugsgebruikers opnam. De instelling stelde de eerste te zijn die genezing, rehabilitatie en educatieve faciliteiten voor jonge druggebruikers voorzag. Tegen de vroege jaren 1960’ werd het centrum gesloten nadat wijdverspreide corruptie onder het personeel en recidivisme onder de patiënten aan het licht kwam.
Het eiland is momenteel verlaten en ontoegankelijk voor het publiek. Dichte begroeiing verbergt de ruïnes van de gebouwen van het hospitaal. Het eiland biedt plaats aan een van de grootste broedkolonies van de kwak in de buurt.
Het eiland was ook de plaats waar het wrak van de General Slocum uitbrandde op 15 juni 1904. Meer dan 1000 mensen kwamen om in de brand op het schip of door verdrinking voordat het schip strandde op de kust van het eiland.
Samen beslaan de twee Brother Islands, North en South, een oppervlakte van 81.423 vierkante meter.